# عمبرة (حزم العدين)

تعديل مصدري - تعديل

عمبرة محلة تابعة لقرية الوقعة، التابعة لعزلة السيدم بمديرية حزم العدين إحدى مديريات محافظة إب في الجمهورية اليمنية، بلغ تعداد سكانها 42 حسب تعداد اليمن لعام 2004.